# Liste der Bodendenkmale in Pohnsdorf
In der Liste der Bodendenkmale in Pohnsdorf sind die Bodendenkmale der Gemeinde Pohnsdorf nach dem Stand der Bodendenkmalliste des Archäologischen Landesamts Schleswig-Holstein von 2016 aufgelistet. Die Baudenkmale sind in der Liste der Kulturdenkmale in Pohnsdorf aufgeführt.
| Denkmal-ID           | Befundart           | Bezeichnung                                     | Zeitstellung                 | Lage | Bemerkungen | Bild |
| -------------------- | ------------------- | ----------------------------------------------- | ---------------------------- | ---- | ----------- | ---- |
| aKD-ALSH-Nr. 002 839 | Grabmal > Grabhügel | Grabhügel                                       | Vor- und/oder Frühgeschichte |      |             |      |
| aKD-ALSH-Nr. 002 840 | Grabmal > Grabhügel | Grabhügel                                       | Vor- und/oder Frühgeschichte |      |             |      |
| aKD-ALSH-Nr. 002 841 | Grabmal > Grabhügel | Grabhügel                                       | Vor- und/oder Frühgeschichte |      |             |      |
| aKD-ALSH-Nr. 002 842 | Grabmal > Grabhügel | Grabhügel                                       | Vor- und/oder Frühgeschichte |      |             |      |
| aKD-ALSH-Nr. 002 843 | Grabmal > Grabhügel | Grabhügel                                       | Vor- und/oder Frühgeschichte |      |             |      |
| aKD-ALSH-Nr. 002 844 | Grabmal > Grabhügel | Grabhügel                                       | Vor- und/oder Frühgeschichte |      |             |      |
| aKD-ALSH-Nr. 002 845 | Grabmal > Grabhügel | Grabhügel                                       | Vor- und/oder Frühgeschichte |      |             |      |
| aKD-ALSH-Nr. 002 846 | Grabmal > Grabhügel | Grabhügel                                       | Vor- und/oder Frühgeschichte |      |             |      |
| aKD-ALSH-Nr. 002 847 | Befestigung > Burg  | Burg/Motte/Ringwall/Turmhügel „Schwedenschanze“ | Mittelalter                  |      |             |      |
| aKD-ALSH-Nr. 002 848 | Grabmal > Grabhügel | Grabhügel                                       | Vor- und/oder Frühgeschichte |      |             |      |
| aKD-ALSH-Nr. 002 849 | Grabmal > Grabhügel | Grabhügel                                       | Vor- und/oder Frühgeschichte |      |             |      |